# Вольфганг Ішингер

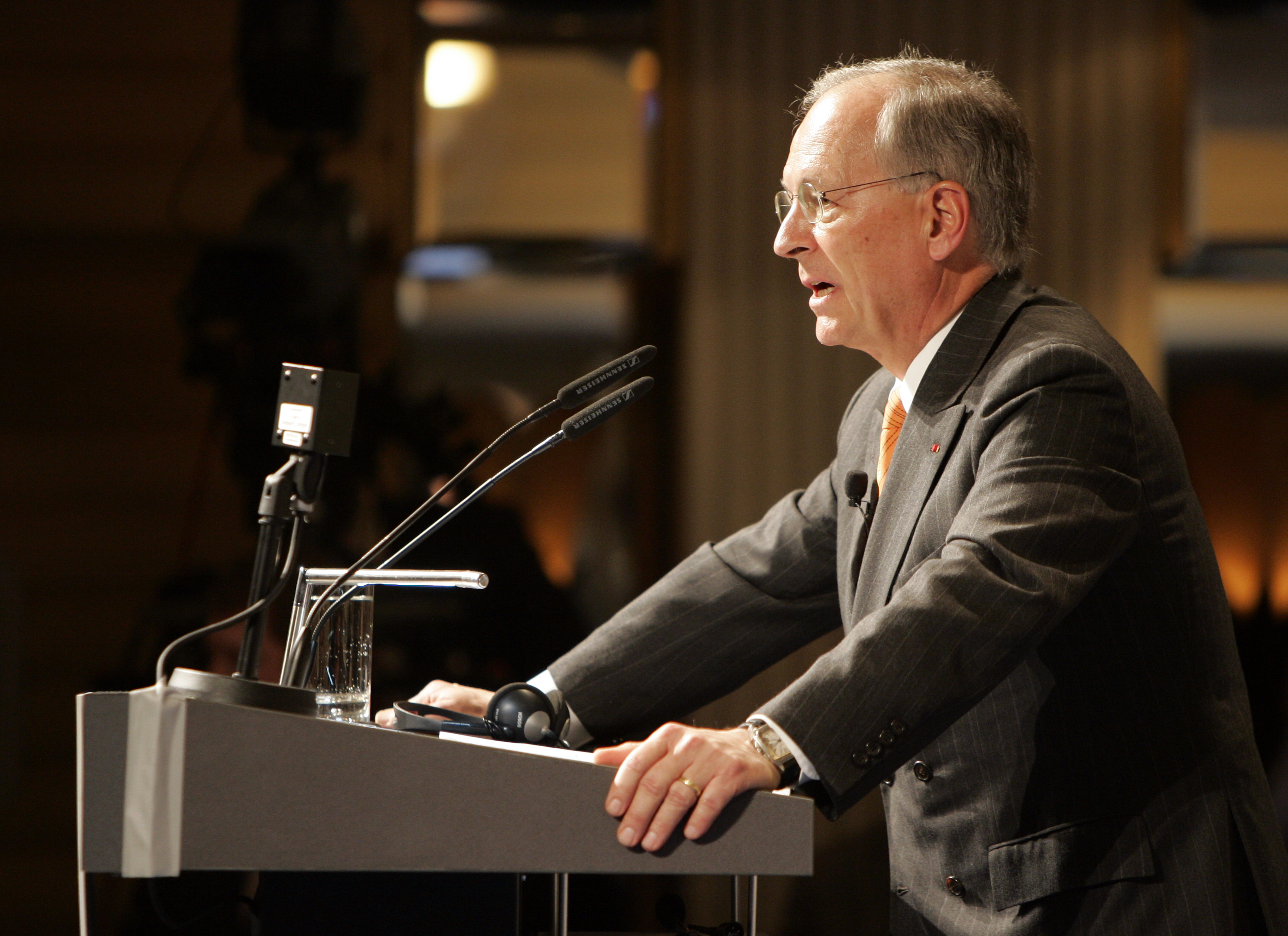
При відкритті 45-ї Мюнхенської конференції

Вольфганг (Фрідріх) Ішингер (нім. Wolfgang Friedrich Ischinger; нар. 6 квітня 1946, Бойрен, Баден-Вюртемберг, Німеччина) — німецький та європейський правник, політик та дипломат. Голова постійної Мюнхенської конференції з безпеки. Професор міжнародного права.
Модератор від ОБСЄ щодо налагодження мирного діалогу в Україні.

## Біографія
1966–1972 студіював право у Боннському та Женевському університетах, в 1972–1973 вивчав міжнародне право в Школі права і дипломатії ім. Флетчера при юридичному факультеті Гарвардського університету (MA, 1973).
1973–1975 співробітник кабінету генерального секретаря ООН Курта Вальдхайма
З 1975 дипломат ФРН в Вашингтоні та Парижі, помічник міністра закордонних справ Ганса-Дітріха Геншера.
В 1977–1979 працював в управлінні планування, в 1993–1998 голова комітету з планування і керівник політичного відділу (політичний директор) в міністерстві закордонних справ ФРН. В 1995 р. в міжнародній комісії по мирному врегулюванню в колишніх республіках Югославії, уповноважений Європейського союзу по Косово, один з основних архітекторів Дейтонської угоди. 1998–2001 роках статс-секретар, замісник міністра закордонних справ ФРН. В 2001 по 2006 посол Німеччини в Сполучених Штатах Америки. 2006–2008 посол ФРН у Великій Британії.
У 2009 викладав в Ischinger-Scholl Інституту політичних наук Мюнхенського університету. З 2011 професор права Тюбінгенського університету
В 2007 представляв Європейський союз на переговорах «Трійка» (США-Європа-Росія) з проблем колишньої Югославії. Член міжнародної комісії Global-Zero-Commission. Співголова Euro-Atlantic Security Initiative (EASI).
З 2008 року віце-президент Government Relations, Allianz SE (Мюнхен), член наглядової ради Allianz AG, Німеччина та Європейської консультативної ради Investcorp (Лондон-Нью-Йорк)

## Приватне життя
- Дружина — Юта Фальке-Ішингер за фахом журналіст. Мають трьох дітей.

В.Ішингер захоплюється гірськими лижами (має диплом інструктора) та альпінізмом.

## Праці
Wolfgang Ischinger: Die gemeinsame Außen- und Sicherheitspolitik nach Amsterdam. Zentrum für Europäische Integrationsforschung, Bonn 1998. ISBN 3-933307-14-7.